# Тротуарна плитка

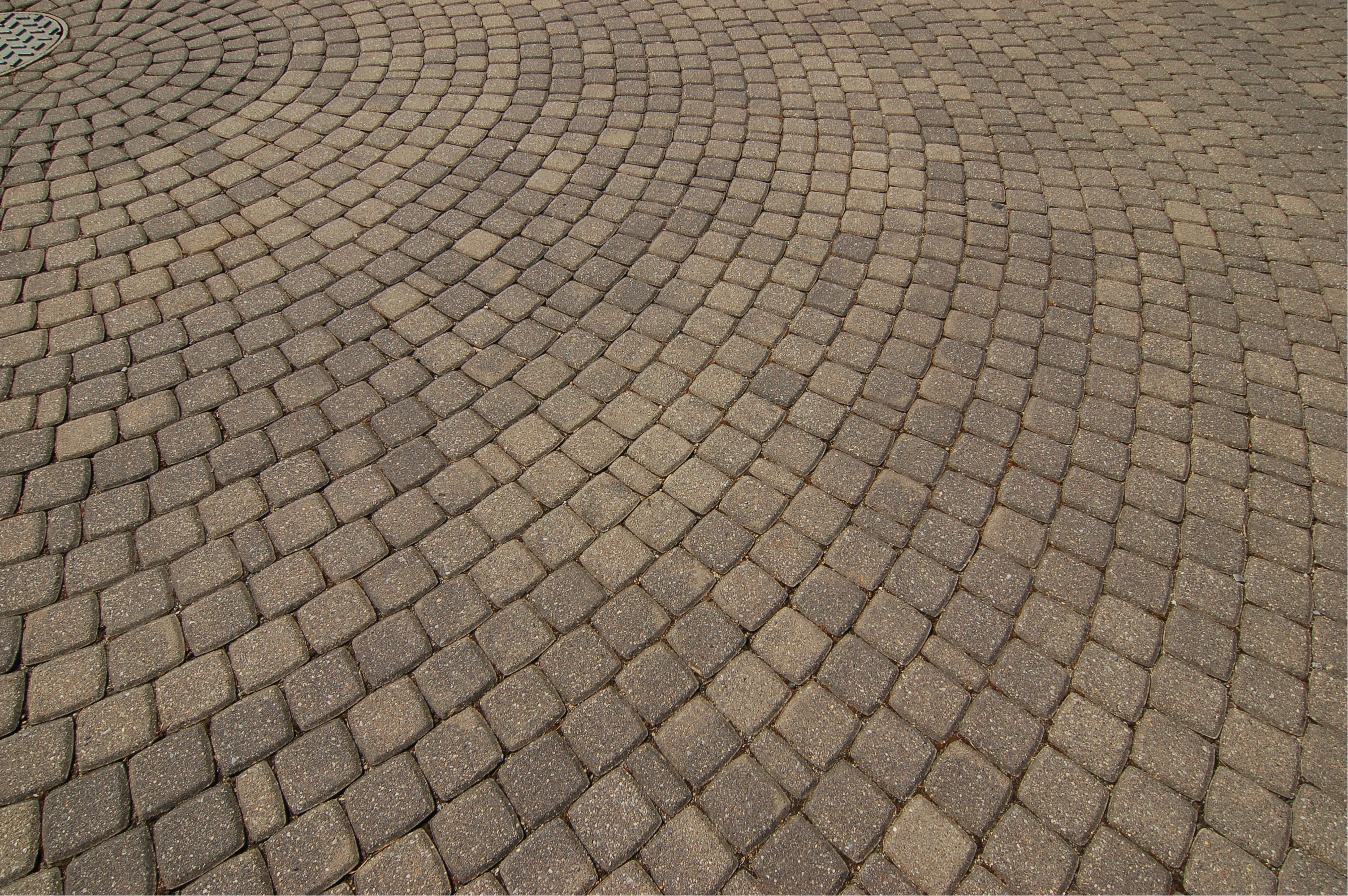
Плитка, укладена по колу

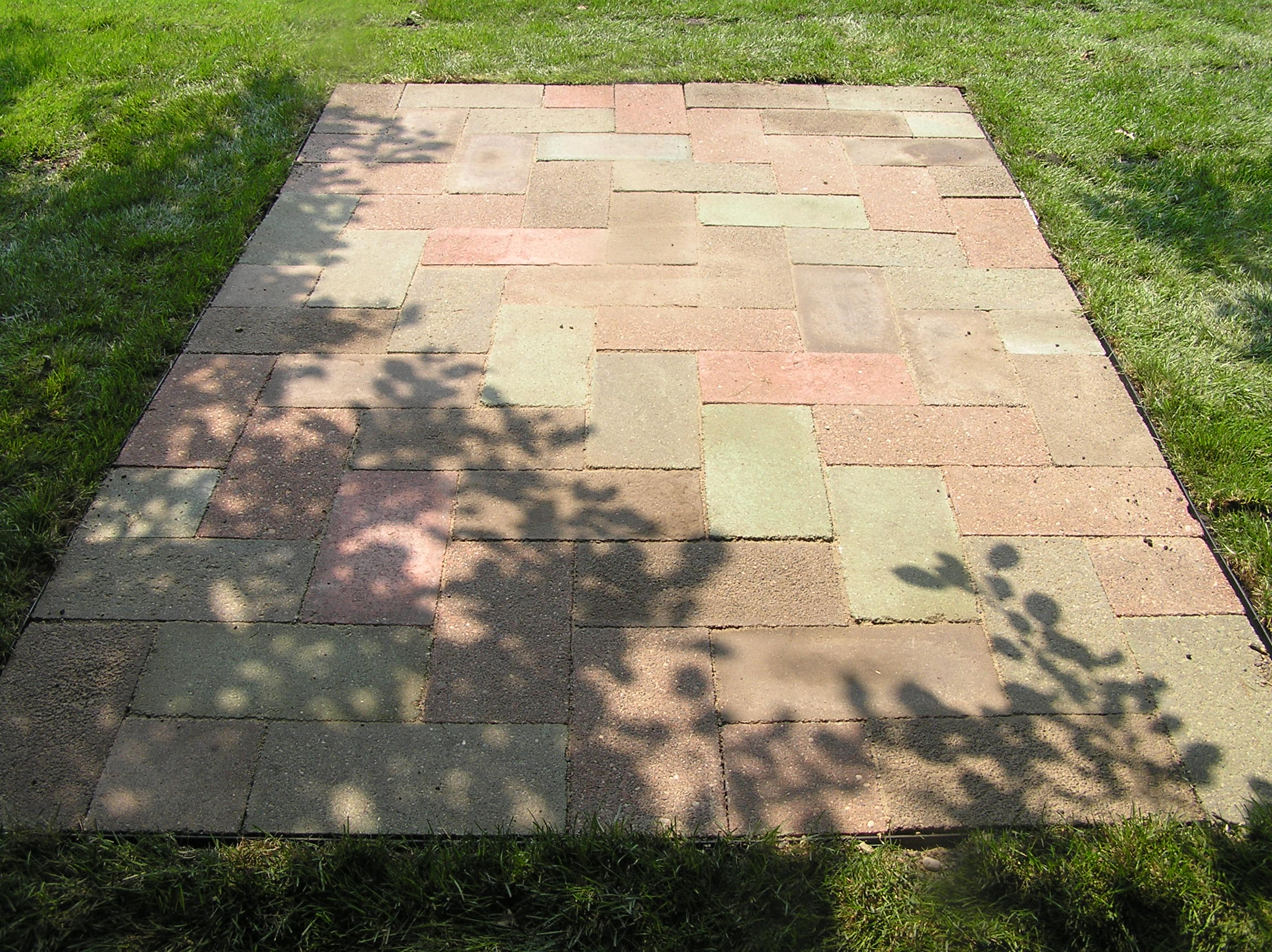
Плитка, укладена прямокутним візерунком

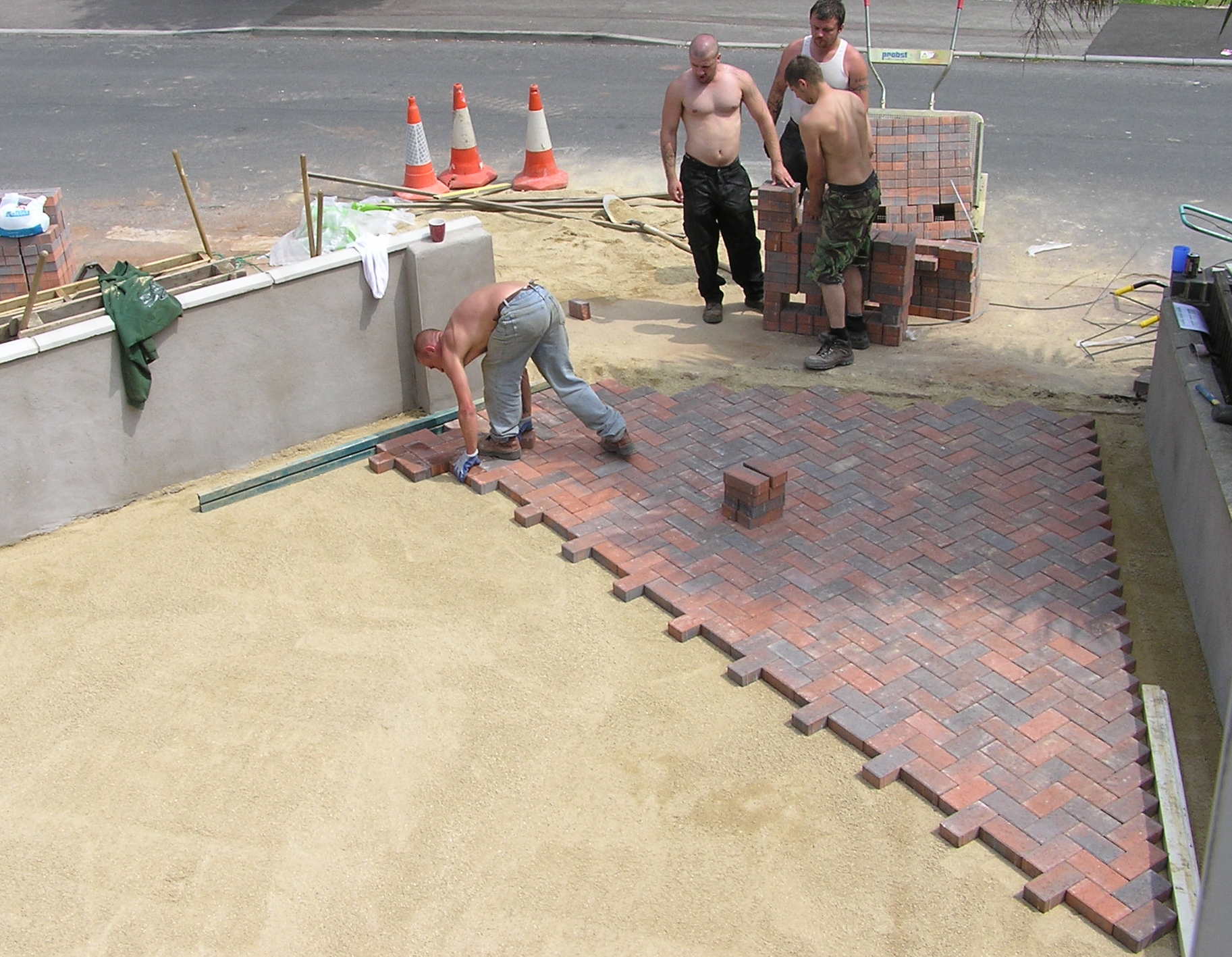
Цегляна плитка на піщаній основі в Англії

Тротуарна плитка — сучасний матеріал для покриття тротуарів, вулиць, підходів до будівель. Плитка проста в укладці і обслуговуванні. На відміну від асфальтового покриття, не перешкоджає рослинам в живленні водою і газообміні. Вона може витримати великі перепади температур, не плавиться від сонця і не виділяє шкідливі для здоров'я гази.

## Історія тротуарної плитки
Виробництво було винайдено в Голландії в XIX столітті. Тротуарна плитка використовувалася при будівництві доріг через нестачу в країні кам'яних матеріалів. Після того, як застосування такого матеріалу було визнано достатньо успішним, виробництво тротуарної плитки почалося і в інших країнах.
У СРСР бруківка з штучних матеріалів з'явилася в 1970-х — 1980-х роках. Спочатку використовувалися масивні залізобетонні плити квадратної і прямокутної форм з армуванням. Виробництво фігурної тротуарної плитки почалося в середині дев'яностих років XX століття, спочатку тільки методом вібролиття. На даний момент це досить популярний будівельний матеріал в світі і в Україні.

## Види тротуарної плитки

### Тротуарна плитка виготовлена методом лиття
Тротуарна плитка, яка виготовлена на основі методу лиття, має вишуканий зовнішній вигляд та ідеально гладку поверхню, що гарно виглядає, але слизька, тому її використання обмежене в місцях з інтенсивним пішохідним або транспортним рухом. В процесі її виробництва використовується рухливий бетон, що містить величезну кількості цементу. Його дуже легко забарвити в будь-який вподобаний колір. На основі величезного асортименту форм можна отримати вироби з самою різною фактурою поверхні.

### Тротуарна плитка виготовлена методом вібропресування
Більш надійною вважається тротуарна плитка, що зроблена на основі методу вібропресування. В Україні вперше таку технологію почав використовуати відомий виробник бруківки Авеню від Ковальської н основі німецьких технологій. Така тротуарна плитка протягом десятиліть не змінює свій прекрасний зовнішній вигляд навіть в тих місцях, де рівень експлуатації більше ніж інтенсивний. Вона більш витривала, ніж тротуарна плитка, що виготовлена методом лиття. Вагома її перевага - висока морозостійкість, тобто здатність витримувати велику кількість циклів заморозки-розморожування, що є особливо важливим в кліматичних умовах України 

### Тротуарна плитка виготовлена методом гіперпресування
Основною відмінністю цього методу є те, що ущільнення бетонної суміші виробляється за рахунок дуже високого тиску без вібрації. Прикладений тиск, як правило, становить від 150 до 250 кілограмів на 1 квадратний сантиметр поверхні і може відрізнятися в залежності від сировини. Гіперпрес — це гідравлічний прес з односторонньою або двосторонньо дією. Односторонні преси мають один циліндр, який приводить в дію пуансон. Двосторонні преси мають два циліндра і ущільнення виконується між двома пуансонами — верхнім і нижнім. Застосування двосторонніх пресів дає можливість боротися з градієнтом ущільнення, який виникає через те, що в місці застосування сили пуансоном ущільнення максимальне, а в міру передачі тиску по суміші відбувається зменшення сили ущільнення внаслідок передачі цієї сили на стінки прес-форми. Метод має високу продуктивність, допускає високий ступінь автоматизації і, в деяких випадках, дозволяє позбутися від технологічних піддонів і організовувати складування безпосередньо на транспортні піддони, завдяки високій початковій міцності виробів.

## Фізичні характеристики плитки від Українських виробників

#### Середні характеристики виробів, виготовлених методом лиття (вібролиття)
- міцність при стисненні: 100—300 кг / см 2;
- водопоглинання: 4,9 % від обсягу;
- стиранність: 0,49 г / см 2;
- марка по морозостійкості: F200;
- термін служби 3-10 років.

Інформацію про характеристики вібропресованої плитки взяті з офіційного магазину одного з виробників тротуарної плитки.

#### Середні характеристики виробів, виготовлених методом вібропресування
- міцність при стисненні: 300—400 кг / см 2;
- водопоглинання: 0,5 % від обсягу;
- стиранність: 0,3 г / см2;
- марка по морозостійкості: F200-300.
- термін служби ~ 25 років.

Інформацію про характеристики вібропресованої плитки взяті з офіційного магазину одного з виробників тротуарної плитки.
40 мм – Інтенсивність до 1000 пішоходів на день.
Тротуарна плитка висотою 40 мм – призначена для влаштування пішохідних та велосипедних зон (наприклад: тротуари, пішохідні та велосипедні доріжки).
60 мм – Рух легкового транспорту масою до 3,5 т.
Тротуарна плитка висотою 60 мм – призначена для влаштування покриттів з менш інтенсивним рухом легкового транспорту, при відповідному розрахунку і устрою основи (наприклад: тротуари, автостоянки, майданчики, площі, паркові доріжки).
80–100 мм – Рух транспорту масою понад 3,5 т.
Тротуарна плитка висотою 80–100 мм – призначена для влаштування покриттів з інтенсивним рухом легкого і важкого транспорту з великим навантаженням при відповідному розрахунку влаштування основи (наприклад: дороги та автомагістралі, автобусні зупинки та станції, автозаправні станції та регулярні стоянки вантажного транспорту). В таких покриттях повинна застосовуватися плитка з зубцюватими, криво лінійними профілями бокових площин (типу «Фалка», «Подвійне Т» і т. п.). Таким чином забезпечується зчеплення між окремими каменями, що протистоїть впливу горизонтальних зсувних зусиль від гальмівних навантажень автотранспорту.
120 мм – Рух спеціальної великовантажної техніки
Тротуарна плитка 120 мм призначена для влаштування покриттів з інтенсивним рухом важкого транспорту з великим навантаженням при відповідному розрахунку та облаштуванні основи (наприклад: промислові зони, доки, порти та аеропорти).

## Корисні рекомендації, які допоможуть правильно обрати тротуарну плитку
Порада № 1. Якщо ви хочете вибрати вібролиту плитку, то вам варто бути гранично уважними. Така плитка характеризується особливою яскравістю, наявністю величезного асортименту насичених відтінків і ідеально гладкою поверхнею. Але по блиску якість не визначається. Це пов'язано з тим, що гладка поверхня і глянсовий блиск досягаються на основі двох основних способів:
- Додавання спеціальних пластифікаторів бетону;

- Додавання води більше встановленої норми.

Природно, багато води в складі не дуже добре позначаються на зносостійкості і міцності тротуарної плитки. Щоб перевірити якість виробу, достатньо просто легенько постукати плиткою об плитку. Якщо при цьому ви чується дзвінкий звук, то виріб повною мірою відповідає всім технічним стандартам. В іншому випадку плитка виготовлена з порушенням технологій. А тому краще знайти більш якісний варіант.
Порада № 2. Не вибирайте занадто дешеву тротуарну плитку. Якісний виріб апріорі не може коштувати мало. Ідеальним варіантом поєднання відмінної якості і хорошої ціни є плитка «моноліт (кольорова) стандарт», «Двотавр», «Джокер», «Євро люкс», «Цеглинка колормікс», «Октавія кольорова стандарт», «Патіо колормікс», "Піраміда кольорова стандарт ".
Порада № 3. З острахом ставтеся до тротуарної плитки занадто насичених кольорів. На сьогоднішній день виробники пропонують величезний асортимент кольорових рішень плитки, від ніжно білого до найяскравіших синього, червоного, помаранчевого і т. Д. Але насичені відтінки виходять завдяки використанню в процесі виробництва тротуарної плитки дорогих пігментів. Але ці пігменти вводяться лише в невеликих дозах. Тому недобросовісні виробники замінюють якісні пігменти більш дешевим матеріалом — барвником. В кінцевому підсумку через деякий час барвник вимиється водою і покриття втратить свій первісний яскравий колір. Місце вимитого пігменту займають пори, в які без перешкод потрапляє вода, діюча руйнівно на плитку. Краще віддати перевагу, приміром, плитці «Євро люкс», «Квадрат колормікс», «Цегла стандарт».
Порада № 4. Ретельно огляньте плитку. Якщо ви побачите на задній поверхні жовтуваті плями, то це свідчить про порушення виробничого процесу — у складі матеріалу замість якісного бетону використовувався глинистий пісок. Тому така плитка менш міцна і стане непридатною вже через кілька років активної експлуатації.
Порада № 5. Купуйте плитку з таким розрахунком, що певна кількість виробів не відповідатиме встановленим вимогам (згідно стандартам — до 5 % бракованої плитки в кожній з партій). Також якщо надалі вам потрібно буде докупити плитку, то знайти повністю ідентичний відтінок буде нелегко. Частина матеріалу ви витратите при різанні. Зрештою кількість витраченого матеріалу крім розмірів і форми поверхні також залежить від способу укладання (паралельна укладка увазі менше відходів, ніж діагональна).
Порада № 6. Якщо ви побачили на поверхні плитки вапняні плями, то не варто панікувати. Найчастіше це наслідок утворення вільного вапна в процесі сутички цементу. Це ніяк не відбивається на міцності тротуарної плитки. Відзначимо, що плитка висихає поступово, а тому не завжди рівномірно. У ході експлуатації її колір може вирівнюватися.
Порада № 7. Після завірення укладальних робіт доцільно залишити невелику кількість запасних елементів, адже в будь-якому випадку існує ймовірність того, що з часом знадобиться фрагментарний ремонт тротуарної плитки.
Порада № 8 Для профілактики доріжки потрібно періодично поливати водою зі шлангу. Таким чином, шви між плитками очистяться від насіння небажаних рослин. Якщо бур’яни вже заполонили садові доріжки, можна використовувати спосіб гербіцидної обробки. Гербіциди – це хімічні речовини, що застосовуються для знищення бур’янів.